# Evo

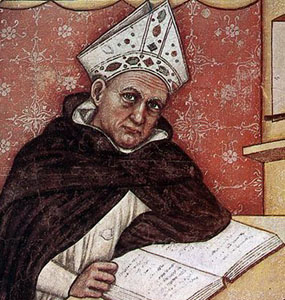
Santo Alberto, o Grande

O evo (em latim: aevum), também chamado de eviternidade (em latim: aeviternitas), é, segundo a filosofia escolástica, o modo temporal de existência experimentado pelos anjos e pelos santos no céu. De certa forma, é um estado que se situa logicamente entre a eternidade (atemporalidade) de Deus e a experiência temporal dos seres materiais. Às vezes é chamado de "eternidade imprópria".

## Etimologia
A palavra evo vem do latim aevum, significando originalmente idade, éon ou tempo eterno; a palavra eviternidade vem do neologismo latino medieval aeviternitas.

## História
O conceito de evo remonta pelo menos ao tratado De quattuor coaequaevis de Santo Alberto. Sua descrição mais familiar é encontrada na Summa theologica de Santo Tomás de Aquino. Aquino identifica o evo como a medida da existência de seres que "se afastam da permanência do ser, [...] porque o ser delas nem consiste na transmutação, nem está sujeito a esta; contudo tem a transmutação adjunta, atual ou potencialmente." Como exemplos, ele cita os corpos celestes (que, na ciência medieval, eram considerados imutáveis em sua natureza, embora variáveis em sua posição) e os anjos, que "têm o ser intransmutável, mas variável quanto à eleição".

## Filosofia contemporânea
Frank Sheed, em seu livro Teologia e Sanidade, disse que o evo também é a medida de existência dos santos no céu:
"A eviternidade é a esfera própria de todo espírito criado e, portanto, da alma humana... Na morte, a relação perturbadora [do corpo] com o tempo da matéria deixa de afetar a alma, para que ela possa experimentar sua própria eviternidade."